# ایل بریاجی
ایل بریاجی از ایلات کرد استان آذربایجان غربی است که ساکن شهرستان‌های سردشت و پیرانشهر هستند و به زبان کردی سورانی لهجه موکریانی صحبت می‌کنند.
خصوصیات این ایل مانند ایل منگور است. مرکز این ایل شهرک بیوران سفلی در مرز سردشت با عراق است.